# ISO 3166-2:HU
ISO 3166-2:HU est l'entrée pour la Hongrie dans l'ISO 3166-2, qui fait partie du standard ISO 3166, publié par l'Organisation internationale de normalisation (ISO), et qui définit des codes pour les noms des principales administration territoriales (e.g. provinces ou États fédérés) pour tous les pays ayant un code ISO 3166-1.

## Subdivisions (43)
Les noms des subdivisions sont listés selon l'usage de la norme ISO 3166-2, publiée par l'agence de maintenance de l'ISO 3166 (ISO 3166/MA).
| Code  | Nom de la subdivision  | Type                           |
| ----- | ---------------------- | ------------------------------ |
| HU-BA | Baranya                | comitat                        |
| HU-BZ | Borsod-Abaúj-Zemplén   | comitat                        |
| HU-BU | Budapest               | ville capitale                 |
| HU-BK | Bács-Kiskun            | comitat                        |
| HU-BE | Békés                  | comitat                        |
| HU-BC | Békéscsaba             | ville ayant un rang de comitat |
| HU-CS | Csongrád-Csanád        | comitat                        |
| HU-DE | Debrecen               | ville ayant un rang de comitat |
| HU-DU | Dunaújváros            | ville ayant un rang de comitat |
| HU-EG | Eger                   | ville ayant un rang de comitat |
| HU-FE | Fejér                  | comitat                        |
| HU-GY | Győr                   | ville ayant un rang de comitat |
| HU-GS | Győr-Moson-Sopron      | comitat                        |
| HU-HB | Hajdú-Bihar            | comitat                        |
| HU-HE | Heves                  | comitat                        |
| HU-HV | Hódmezővásárhely       | ville ayant un rang de comitat |
| HU-JN | Jász-Nagykun-Szolnok   | comitat                        |
| HU-KV | Kaposvár               | ville ayant un rang de comitat |
| HU-KM | Kecskemét              | ville ayant un rang de comitat |
| HU-KE | Komárom-Esztergom      | comitat                        |
| HU-MI | Miskolc                | ville ayant un rang de comitat |
| HU-NK | Nagykanizsa            | ville ayant un rang de comitat |
| HU-NY | Nyíregyháza            | ville ayant un rang de comitat |
| HU-NO | Nógrád                 | comitat                        |
| HU-PE | Pest                   | comitat                        |
| HU-PS | Pécs                   | ville ayant un rang de comitat |
| HU-ST | Salgótarján            | ville ayant un rang de comitat |
| HU-SO | Somogy                 | comitat                        |
| HU-SN | Sopron                 | ville ayant un rang de comitat |
| HU-SZ | Szabolcs-Szatmár-Bereg | comitat                        |
| HU-SD | Szeged                 | ville ayant un rang de comitat |
| HU-SS | Szekszárd              | ville ayant un rang de comitat |
| HU-SK | Szolnok                | ville ayant un rang de comitat |
| HU-SH | Szombathely            | ville ayant un rang de comitat |
| HU-SF | Székesfehérvár         | ville ayant un rang de comitat |
| HU-TB | Tatabánya              | ville ayant un rang de comitat |
| HU-TO | Tolna                  | comitat                        |
| HU-VA | Vas                    | comitat                        |
| HU-VE | Veszprém               | comitat                        |
| HU-VM | Veszprém               | ville ayant un rang de comitat |
| HU-ZA | Zala                   | comitat                        |
| HU-ZE | Zalaegerszeg           | ville ayant un rang de comitat |
| HU-ER | Érd                    | ville ayant un rang de comitat |

Historiques des changements
- 30 juin 2010 : Mise à jour résultant de la réalité du découpage administratif et mise à jour de la liste source.
- 15 février 2012 : Changer la forme longue du nom
- 23 novembre 2017 : Modification de l'orthographe du nom de catégorie en eng, mise à jour de la Liste Source
- 25 novembre 2021 : Modification du nom de HU-CS; Mise à jour de la Liste Source